# LuK Challenge
Die LuK Challenge war ein Straßenradrennen, das von 1993 bis 2006 jährlich Ende Juli bzw. Anfang August in Bühl als Paarzeitfahren ausgetragen wurde.

## Geschichte

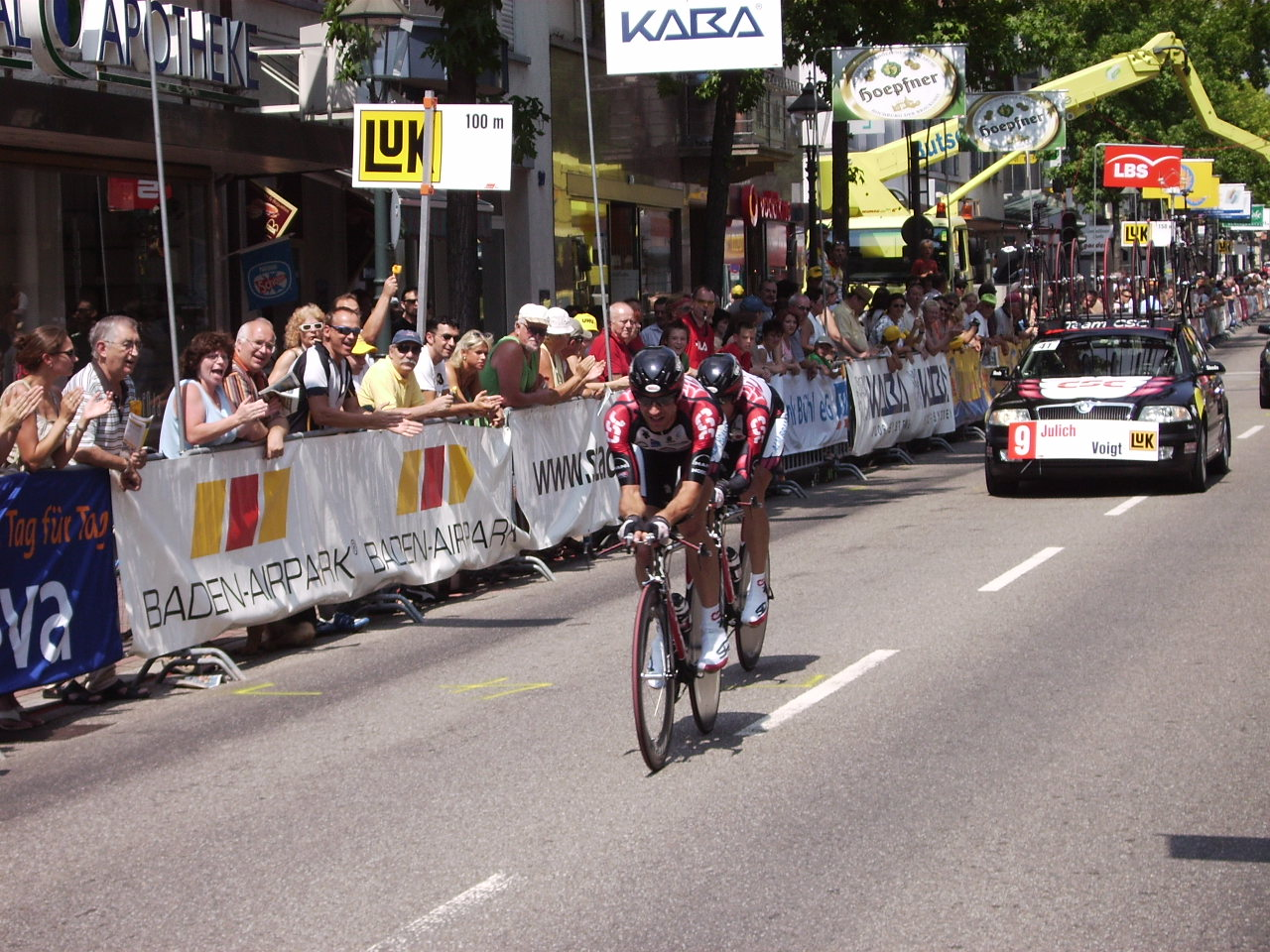
Titelverteidiger Jens Voigt und Bobby Julich bei der letzten Austragung 2006

Die Vorläuferveranstaltung des Radrennens existierte seit 1993; damals noch unter dem Namen Telekom Grand Prix, 1996 wurde es unter selben Namen nach Karlsruhe verlegt. Zwischen 1997 und 1999 fand es dort unter dem Namen Breitling Grand Prix statt, zwischen 2000 und 2001 unter dem Namen EnBW Grand Prix und zwischen 2002 und 2003 unter dem Namen Karlsruher Versicherungs-Grand-Prix. In Bühl fand in dieser Zeit parallel dazu ein Straßenrennen names LuK-Cup statt. Ab 2004 wurde das Paarzeitfahren wieder von Karlsruhe nach Bühl verlagert und unter dem Namen LuK Challenge  ausgetragen. Ins Leben gerufen wurde das Rennen vom Unternehmer und Radsportveranstalter Eugen Rösinger.
Die LuK Challenge gehörte zur UCI Europe Tour und war mit der Kategorie 1.1 bewertet. Die Vorläuferveranstaltung in Karlsruhe lag in der Kategorie 1.2. Aufgrund der internationalen Stellung wurde das Rennen auch als inoffizielle Weltmeisterschaft im Paarzeitfahren angesehen. Viele Fahrer der Tour de France nutzten die Austragung, um sich nach der Tour wieder dem heimischen Publikum zu zeigen. Die LuK Challenge wurde hauptsächlich vom Automobilzulieferer LuK finanziert, der auch den Radsportfanatiker Didi Senft unterstützt. 
Im Herbst 2006 gab der Hauptsponsor LuK nach zahlreichen Dopingfällen im Radsport bekannt, dass er sein Engagement beendet. 

### Sieger

#### Bühl
LuK Challenge
- 2006  Markus Fothen /  Sebastian Lang
- 2005  Bobby Julich /  Jens Voigt
- 2004  Bobby Julich /  Jens Voigt

LuK-Cup
- 2003  Matthias Kessler
- 2002  Davide Rebellin
- 2001  Geert Verheyen
- 2000  Gianni Faresin
- 1999  Pawel Tonkow
- 1998  Piotr Ugrumow
- 1997  Jan Ullrich
- 1996  Robbie McEwen

Telekom Grand Prix
- 1995  Tony Rominger /  Andrea Chiurato
- 1994  Tony Rominger /  Jens Lehmann
- 1993  Gianni Bugno /  Maurizio Fondriest

#### Karlsruhe
Karlsruher Versicherungs-Grand-Prix
- 2003  Michael Rich /  Sebastian Lang
- 2002  Michael Rich /  Uwe Peschel

EnBW Grand Prix
- 2001  Christophe Moreau /  Florent Brard
- 2000  Michael Rich /  Torsten Schmidt

Breitling Grand Prix
- 1999  Chris Boardman /  Jens Voigt
- 1998  Udo Bölts /  Christian Henn
- 1997  Oscar Camenzind /  Johan Museeuw

- Telekom Grand Prix:
- 1996  Chris Boardman /  Uwe Peschel

### Siegerinnen LuK Challenge
- 2004  Mirjam Melchers /  Leontien van Moorsel
- 2005  Judith Arndt /  Trixi Worrack